# ボブ・ドブキン
ロバート C. ドブキン（Robert C. Dobkin、1943年 - ）は米国フィラデルフィア生まれの電子技術者、リニアテクノロジ社の共同創業者、アナログ集積回路のベテラン設計者である。

## 経歴
マサチューセッツ工科大学（MIT）で学んだが学位は取得しなかった。GEリエントリー・システムズなどを経て、マサチューセッツのフィルブリック ネクサス社でボブ・ピースとともに集積回路（IC）開発に従事。1969年1月、ナショナル セミコンダクター（NSC）に入社。1981年7月、NSCの先端回路開発ディレクターを辞し、同年、ロバート・H・スワンソンと共同でリニアテクノロジー社を設立した。2016年のアナログ・デバイセズ社による買収までリニアテクノロジ社の最高技術責任者を務め続けた。 2013年3月20日より、Spectra7 Microsystems社の取締役に就任している。
ドブキンは、アナログ回路の分野で100以上の特許を保有している。

## 設計した製品
- LM118　最初の高速オペアンプ。
- LM199　電圧基準ツェナーダイオード。改良後継品はLTZ1000。
- LM317　最初の可変型三端子レギュレータ。
- LT1083 最初の低ドロップアウト（LDO）三端子レギュレータ。
- LT3080低ドロップアウト（LDO）三端子レギュレータ。